# Chas McCormick
Chas Kane McCormick (West Chester, 19 aprile 1995) è un giocatore di baseball statunitense, che gioca nel ruolo di esterno per gli Houston Astros della Major League Baseball (MLB).